# Гамбург-Кранц
Кранц (нім. Cranz) — частина району Гарбург вільного та ганзейського міста Гамбург. Місцевість розташована на крайньому заході району Гарбург, та на лівому березі річки Ельба. Кранц є одним із 104 мікрорайонів Гамбурга. У 2020 році населення становило 843 особи.

## Історія
У 1648 році Кранц приєднався до бременського герцогства, яке спочатку керувалося особовим союзом зі Швецією, а з 1715 року — з короною Ганновера. У 1823 році територія повністю стала частиною Ганноверського королівства, яке стало частиною Прусського королівства в 1866 році.
У 1937 році, за часів нацистської Німеччини, після прийняття «Закону Великого Гамбурга» (нім. Groß-Hamburg-Gesetz) Кранц увійшов до складу міста Гамбург.